# 別府大学駅
別府大学駅（べっぷだいがくえき）は、大分県別府市上人ヶ浜町にある、九州旅客鉄道（JR九州）日豊本線の駅である。

## 歴史
- 1987年（昭和62年）
  - 3月9日：日本国有鉄道が開設[2][3]。旅客のみを取扱う無人駅[3][4]。
  - 4月1日：国鉄分割民営化により、九州旅客鉄道（JR九州）の駅となる[2]。
- 2012年（平成24年）12月1日：ICカード「SUGOCA」の利用が可能となる[5]。
- 2021年（令和3年）1月23日：西口改札供用開始[6]。
- 2022年（令和4年）4月1日：併設されている別府市国際交流会館閉鎖され、学校法人別府大学の留学生寮となる。
- 2023年（令和5年）10月1日：JR九州サービスサポートによる業務委託駅から[7]九州旅客鉄道本体による直営駅へと変更される[8]。

## 駅構造
相対式ホーム2面2線を有する地上駅。駅本屋は別府大学留学生寮（かつては別府市国際交流会館として別府市の所有）との合築となっている。
開業から2023年までJR九州サービスサポートが駅業務を受託する業務委託駅であった。きっぷうりばが設置されている。開業時に出札小屋として使われていた建物は、駅舎新築時に豊肥本線の滝尾駅に移設されている。SUGOCAの利用が可能であり、チャージや無記名SUGOCAの発売も行っている。
2021年1月23日 より、2番のりば直結の西口改札を供用開始した。これに伴い、従来の改札を「東口」と称し、1番のりば専用とするとともに、構内の跨線橋を使用停止とした。駅員は従来の東口事務室に引続き常駐すると共に、西口へはインターホンによる遠隔対応を取る設備を設置した。

### のりば
| のりば | 路線      | 方向 | 行先           |
| ------ | --------- | ---- | -------------- |
| 1      | ■日豊本線 | 下り | 別府・大分方面 |
| 2      | ■日豊本線 | 上り | 中津・小倉方面 |

## 利用状況
1986年（昭和61年）度には乗車人員が4,181人（定期外:740人、定期:3,441人）で降車人員が4,490人、
1987年（昭和62年）度には乗車人員が303,314人（定期外:23,556人、定期:279,758人）で降車人員が300,642人であった。
2016年（平成28年）度の乗車人員は667,210人、降車人員は637,088人である。
※1日平均乗車人員の数値は各年度版「大分県統計年鑑」による年間乗車人員の値を各年度の日数で割った値。2016年度以降は数値が非公表となった為、九州旅客鉄道が公表する「駅別乗車人員」の数値を用いた。
| 年度               | 年間 乗車人員 | 定期外 乗車人員 | 定期 乗車人員 | 1日平均 乗車人員 | 年間 降車人員 | 出典              |
| ------------------ | ------------- | --------------- | ------------- | ---------------- | ------------- | ----------------- |
| 1986年（昭和61年） | 4,181         | 740             | 3,441         | -                | 4,490         | [ 12 ]            |
| 1987年（昭和62年） | 303,314       | 23,556          | 279,758       | -                | 300,642       | [ 13 ]            |
| -                  | -             | -               | -             | -                | -             | -                 |
| 1990年（平成02年） | 500,914       | 96,060          | 404,854       | -                | 506,801       | [ 15 ]            |
| 1991年（平成03年） | 533,567       | 121,659         | 411,908       | -                | 535,263       | [ 16 ]            |
| 1992年（平成04年） | 515,892       | 129,108         | 386,784       | -                | 525,795       | [ 17 ]            |
| 1993年（平成05年） | 496,938       | 148,616         | 348,322       | -                | 499,966       | [ 18 ]            |
| 1994年（平成06年） | 503,310       | 145,738         | 357,572       | -                | 511,883       | [ 19 ]            |
| 1995年（平成07年） | 595,071       | 220,239         | 374,832       | -                | 549,317       | [ 20 ]            |
| 1996年（平成08年） | 630,674       | 219,335         | 411,339       | -                | 609,101       | [ 21 ]            |
| 1997年（平成09年） | 628,889       | 216,094         | 412,795       | -                | 606,397       | [ 22 ]            |
| 1998年（平成10年） | 615,381       | 216,105         | 399,276       | -                | 592,388       | [ 23 ]            |
| 1999年（平成11年） | 594,552       | 209,325         | 385,227       | -                | 573,993       | [ 24 ]            |
| 2000年（平成12年） | 584,641       | 203,535         | 381,106       | 1,602            | 568,727       | [ 25 ]            |
| 2001年（平成13年） | 585,870       | 199,437         | 386,433       | 1,605            | 566,523       | [ 26 ]            |
| 2002年（平成14年） | 594,755       | 195,224         | 399,531       | 1,630            | 582,108       | [ 27 ]            |
| 2003年（平成15年） | 493,484       | 187,930         | 305,554       | 1,614            | 580,805       | [ 28 ]            |
| 2004年（平成16年） | 624,101       | 183,163         | 440,938       | 1,710            | 606,692       | [ 29 ]            |
| 2005年（平成17年） | 613,176       | 182,156         | 431,020       | 1,680            | 594,436       | [ 30 ]            |
| 2006年（平成18年） | 609,736       | 179,426         | 430,310       | 1,671            | 595,078       | [ 31 ]            |
| 2007年（平成19年） | 593,918       | 177,690         | 416,228       | 1,623            | 577,425       | [ 32 ]            |
| 2008年（平成20年） | 590,580       | 176,170         | 414,410       | 1,618            | 576,273       | [ 33 ]            |
| 2009年（平成21年） | 578,110       | 163,708         | 414,402       | 1,584            | 562,914       | [ 34 ] [ 注釈 1 ] |
| 2010年（平成22年） | 568,143       | 158,654         | 409,489       | 1,557            | 554,115       | [ 36 ] [ 注釈 1 ] |
| 2011年（平成23年） | 586,425       | 161,410         | 425,015       | 1,602            | 573,196       | [ 37 ] [ 注釈 1 ] |
| 2012年（平成24年） | 597,859       | 160,562         | 437,297       | 1,638            | 582,856       | [ 38 ] [ 注釈 1 ] |
| 2013年（平成25年） | 617,196       | 163,198         | 453,998       | 1,691            | 599,114       | [ 39 ] [ 注釈 1 ] |
| 2014年（平成26年） | 617,242       | 162,827         | 454,415       | 1,691            | 596,537       | [ 40 ] [ 注釈 1 ] |
| 2015年（平成27年） | 667,959       | 185,828         | 482,131       | 1,825            | 638,841       | [ 41 ] [ 注釈 1 ] |
| 2016年（平成28年） | 667,210       | -               | -             | 1,828            | 637,088       | [ 14 ] [ 42 ]     |
| 2017年（平成29年） | -             | -               | -             | 1,875            | -             | [ 43 ]            |
| 2018年（平成30年） | -             | -               | -             | 1,881            | -             | [ 44 ]            |
| 2019年（令和元年） | -             | -               | -             | 1,933            | -             | [ 45 ]            |
| 2020年（令和02年） | -             | -               | -             | 1,531            | -             | [ 46 ]            |
| 2021年（令和03年） | -             | -               | -             | 1,511            | -             | [ 47 ]            |
| 2022年（令和04年） | -             | -               | -             | 1,666            | -             | [ 48 ]            |
| 2023年（令和05年） | -             | -               | -             | 1,715            | -             | [ 49 ]            |

## 駅周辺
別府の市街地にある駅。周辺はマンションが立ち並び、主要金融機関やスーパーも揃っている。駅の約150 m東で国道10号が日豊本線に並行している。

### 駅東側（海側）
- 駅ビル（別府市国際交流会館）
- 別大駅前バス停
- 六勝園バス停 - 東へ約100 m
- 上人ヶ浜公園・上人ヶ浜海水浴場- 東南へ約300 m
- 別府市営海浜砂湯 - 東へ約250 m
- ホテル晴海（温泉ホテル） - 北へ約400 m
- 癒しの郷（温泉旅館） - 北へ約200 m
- TSUTAYA・蔦屋書店別府上人店 - 東へ約200 m、24時間営業
- OHC上人病院・いでゆの園 - 東へ約200m
- 別府競輪場 - 北へ約1.2 km
- 別府国際観光港 - 南へ1.8 km

### 駅西側（山側）
- 別府大学 - 西へ約800 m
- 別府大学通り商店街 - 当駅から別府大学へと続く商店街。
  - 大分銀行別府大学通支店 - 西へ約400 m
  - 大分みらい信用金庫上人支店 - 西へ約500 m
  - 大分県信用組合上人支店 - 西へ約100 m
  - 別府上人郵便局 - 西へ約600 m
  - マルショク大学通り店 - 西へ約600 m
- 亀の井自動車学校 - 北へ約200 m
- 上人南公民館 - 南東へ約500 m
- 別府市立上人小学校・上人幼稚園 - 北西へ約800 m
- 鉄輪温泉 - 西へ約2.5 km。距離的には最寄駅であるが、当駅前から鉄輪方面へのバスの本数は少ない。
- 地獄蒸し工房 鉄輪 - 同上

## 隣の駅
九州旅客鉄道（JR九州）
■日豊本線
亀川駅 - 別府大学駅 - 別府駅